# موریتس ترائوبه
موریتس ترائوبه (آلمانی: Moritz Traube؛ ‏ ۱۲ فوریهٔ ۱۸۲۶ – ۲۸ ژوئن ۱۸۹۴) یک شیمی‌دان، و زیست شیمیدان اهل آلمان بود.